# Saint-Félix-de-Kingsey
Saint-Félix-de-Kingsey è un comune del Canada, situato nella provincia del Québec, nella regione di Centre-du-Québec.